# Richard Dehmel

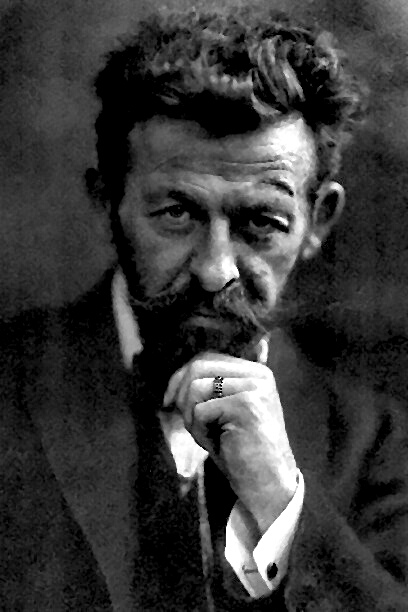
Richard Dehmel (1905)

Richard Dehmel, född 18 november 1863 i Wendisch-Hermsdorf, provinsen Brandenburg, död 8 februari 1920 i Blankenese (idag en del av Hamburg), var en tysk poet och mystiker.

## Biografi
Dehmel studerade filosofi, naturvetenskap och nationalekonomi samt promoverades 1887 på ett arbete över försäkringsväsen, varefter han under åtta år var försäkringstjänsteman. 1895 lämnade han denna tjänst för att uteslutande ägna sig åt litteraturen. Jämte Julius Meier-Graefe och Otto Julius Bierbaum deltog han 1894 i bildandet av förlagsföreningen "Pan".
Han beundrade Nietzsche och skrev lyrik med symboliska drag, men som socialt medveten och erotiskt frigjord författare räknas han till naturalisterna. Han umgicks också med Strindberg och beundrades mycket av svenska sekelskiftesförfattare. 
Tillsammans med sin första hustru, Paula Dehmel, som 1903 utgav Rumpumpel, har Richard Dehmel skrivit den populära barndikten Fitzebutze (1900). Utom intima och metafysiska dikter har Dehmel även skrivit ett antal sociala och skämtsamma dikter, stundom i anknytning till den folkliga visan.

## Verk (urval)
- Erlösungen (1891)
- Aber die Liebe (1893)
- Lebensblätter (1895)
- Der Mitmensch (1895)
- Weib und Welt  (Kvinnor och värld)  (1896)
- Lucifer. Ein Tanz- und Glanzspiel (1899)
- Zwei Menschen (1903)
- Der Buntscheck (1904)

### I svensk tolkning (antologier)
- Från George till Kästner : modern tysk lyrik, i svensk tolkning av Bertil Malmberg, Johannes Edfelt och Irma Nordvang (Stockholm : Bonnier, 1934)
- Marmor och törne, tolkningar av Johannes Edfelt (Stockholm : Bonnier, 1949)
- Nya tolkningar, av Anders Österling (Stockholm : Bonnier, 1952)